# Boîte à sable (écriture)
Pour les articles homonymes, voir Boîte à sable.
 (mars 2023).
Si vous disposez d'ouvrages ou d'articles de référence ou si vous connaissez des sites web de qualité traitant du thème abordé ici, merci de compléter l'article en donnant les références utiles à sa vérifiabilité et en les liant à la section « Notes et références ».
 (mars 2023).
La boîte à sable était un outil essentiel de l'écrivain [Où ?] d'autrefois[Quand ?].
C'est un petit contenant perforé sur le haut, que l'on remplit d'une poudre ou de sable. Lorsque l'écriture se faisait encore à l'aide d'une plume et d'un encrier, on l'utilisait comme une salière, en saupoudrant son contenu sur les pages fraîchement écrites. Elle est un élément de l'écritoire et généralement assortie à l'encrier.